# جينفان (مرباط)
جينفان منطقة سكنية تقع في ولاية مرباط، التابعة لمحافظة ظفار في سلطنة عمان. يقدر عدد سكانها بـ 294 نسمة حسب إحصاء عام 2010 التابع للمركز الوطني للإحصاء والمعلومات الحكومي. رمز المنطقة هو 20340239.

## الوصلات الخارجية
- المركز الوطني للإحصاء والمعلومات، سلطنة عمان